# Троїцька сільська рада (Попаснянський район)
| Троїцька сільська рада — колишній орган місцевого самоврядування у Попаснянському районі Луганської області з адміністративним центром у с. Троїцьке. Водоймища на території, підпорядкованій даній раді: річка Лугань. Сільській раді підпорядковані населені пункти: - с. Троїцьке - с. Новозванівка - с. Новоолександрівка (з 13 грудня 2019 р. ) |

## Склад ради
Рада складається з 17 депутатів та голови.

### Керівний склад ради
| ПІБ                         | Основні відомості                                                             | Дата обрання | Дата звільнення |
| --------------------------- | ----------------------------------------------------------------------------- | ------------ | --------------- |
| Падій Сергій Васильович     | Сільський голова, 1957 року народження, освіта, безпартійний                  | 26.03.2006   | 31.10.2010      |
| Ковтун Сергій Володимирович | Сільський голова, 1984 року народження, освіта незакінчена вища, безпартійний | 31.10.2010   |                 |

Примітка: таблиця складена за даними джерела